# Otros pueblos
Otros pueblos és un programa de televisió, presentat i dirigit pel periodista Luis Pancorbo, que s'emet per Televisió espanyola des de 1983. Consta de 130 episodis distribuïts en 12 temporades. L'última temporada, titulada "Otros pueblos: Fusiones", es va estrenar en 2010, i inclou nou capítols d'una hora de durada, gravats al Canadà, Ruanda, Armènia, l'Índia, Fiji i Tadjikistan.

## Format
Continuació de l'anterior programa del periodista, Objetivo, estrenat el 1981, Otros pueblos acosta als espectadors, mitjançant documentals gravats sobre el terreny, la forma de vida, costums i idiosincràsia de nacions, ciutats o tribus allunyades i desconegudes per al públic espanyol. El seu objectiu declarat és superar l'etnocentrisme.

## Episodis
De les més de 130 nacionalitats i ètnies visitades, es poden esmentar les següents:
- Massais
- Japonesos
- Anglesos
- Hindús
- xinesos
- veneçolans
- Yanomamis
- italians
- Pigmeus
- russos
- Kirguisos
- Fidjians
- ugandesos
- Usbecs

- Temporada 1: Etnocentrisme; campes; anglesos; yanomamis; veneçolans; italians; xinesos; indis; japonesos; massais; yezidis
- Temporada 2: aborígens australians; huitxol; guineans; quítxues; finlandesos; mexicans; espanyols; panamenys; tuaregs; papus; pigmeus
- Temporada 3:
- Temporada 4: Namíbia; gitanos de la mar de Tailàndia; illes Caimans; Yap; muntanyesos del Nepal; Columbia britànica
- Temporada 5
- Temporada 6: Madagascar - Illa Famadihana; beduïns; Nikko; l'ull del camell; la verge i el còndor; Lalibela; mennonites; Kataragana; Pera Hera; Kataragana, els déus; Vudú
- Temporada 7: La sal del temps; iemenites del sud; machiguengas; Nusa Tenggara; Sumba
- Temporada 8: Dervitxos de Konya; Fauna divina; Tuamotú; Eyasi; Homes i llops de mar; eclipsi; tortugues de l'Equador; els cavalls de Gengis Khan; el cràter màgic; taurons i perles
- Temporada 9: Orang Ulu; Himàlaia; ndebeles; Anaven - Borneo; Makelula; cent mons; Darjeeling; Port Vila; Livingstone - Zàmbia; Illes Marqueses; Arusha; Guayaquil; Ulan Bator (Mongòlia); Haridwar; Malaca; Lesotho
- Temporada 10: Kirguizstan; la roca mare; Uzbekistan; Nil Blanc; Fiji; Kamtxatka; Caribes de Dominica; Aitutaki; Rutes de la seda; Per la diversitat; Pastors kirguises
- Temporada 11
- Temporada 12: Duixanbe (Tadjikistan); Ruanda; Sogdiana; Fiji

## Premis
- Premis Ondas 1986[2]
- Premi Finalista del Festival Internacional de Televisió i Cinema de Nova York (2007).
- Gran Premi Stork Nest de Programes de Televisió en el Festival "Green Wave" de Sofia (2007).